# Черкизово (компания)
ПАО «Группа Черки́зово» — российская группа компаний, предприятие, занимающееся производством мясной продукции. Крупнейший производитель мяса в России.
Группа Черкизово является производителем и переработчиком мяса птицы, свинины и комбикормов. Полное название — Публичное акционерное общество «Группа Черкизово». Имеет производственные комплексы и хозяйства в 14 регионах РФ (данные на середину 2021 года).  Главный офис — в Москве.

## История
Группа создана в 2005 году как объединение АПК «Черкизовский» и АПК «Михайловский».
В 2007 году «Черкизово» приобрела компанию ОАО «Куриное царство» за $143 млн.
В мае 2011 года «Черкизово» завершило приобретение 100 % компании «Моссельпром», специализирующейся на производстве продуктов птицеводства. Покупка компании, которой принадлежало четыре птицефабрики, три инкубатора, три убойных цеха, обошлась «Черкизово» в $252,9 млн, из них $183,8 млн — долг «Моссельпрома». Часть сделки была оплачена акциями самого «Черкизово».
В марте 2014 года Группа «Черкизово» приобрела крупнейшего Воронежского производителя мяса птицы ООО «ЛИСКО-Бройлер». По данным газеты «КоммерсантЪ», стоимость сделки составила 5 млрд руб., при этом использовались собственные средства компании. Таким образом, «Черкизово» стало крупнейшим производителем мяса птицы в России: в результате приобретения «Лиско Бройлера» (около 95 тыс. т мяса в год) птицеводческие мощности компании достигли 550 тыс. т, опередив прежнего лидера — «Приосколье» (470 тыс. т в год).
В декабре 2021 года группа сообщила, что выкупит у испанской Grupo Fuertes 50% ООО «Тамбовская индейка» — второго производителя продукции из мяса индейки в России.

## Собственники и руководство
Основные акционеры ГК «Черкизово» дети бывшего владельца Игоря Бабаева Сергей Михайлов и Евгений Михайлов, а также бывшая жена владельца Лидия Михайлова. Небольшая доля есть у Людмилы Михайловой, племянницы Игоря Бабаева. Остальные акции в свободном обращении и у компании Grupo Fuertes.
В мае 2006 года «Черкизово» провело первичное публичное предложение акций на Фондовой бирже РТС, Московской и Лондонской (LSE) фондовых биржах, разместив в свободном обращении 27,8 % общего акционерного капитала. Капитализация группы по итогам размещения акций составила $904 млн. Капитализация на LSE на январь 2013 года — $790 млн.

## Деятельность
В структуру Группы «Черкизово» входит 8 птицеводческих комплексов полного цикла общей мощностью 400 тыс. тонн в живом весе в год, 14 современных свинокомплексов общей мощностью 180 тыс. тонн в живом весе в год, 6 мясоперерабатывающих предприятий общей мощностью 190 тыс. тонн в год, а также 6 комбикормовых заводов общей мощностью около 1,4 млн тонн в год, элеваторы мощностью свыше 700 тыс. тонн единовременного хранения и более 140 тыс. га сельскохозяйственных земель. В 2012 году группа «Черкизово» произвела более полумиллиона тонн мясной продукции.
В 2013 году после завершения масштабной инвестиционной программы по свиноводству в Центральной России, компания увеличила производство свинины более чем в полтора раза, со 103 тысяч тонн до 158 тысяч тонн. Свинокомплексы «Черкизово» расположены в Липецкой, Тамбовской, Воронежской, Оренбургской и Пензенской областях. В 2013 году Национальный союз свиноводов России опубликовал на своем официальном сайте рейтинг 20 крупнейших производителей свинины в России. По результатам 2013 года группа «Черкизово» поднялась в списке с третьей на вторую строчку. На сегодняшний день[когда?] доля группы «Черкизово» в общем объёме промышленного производства свинины в РФ составляет 6,1 %.
В 2011 году группа начала инвестиции в строящийся в Липецкой области крупный проект по производству и переработке мяса птицы, общий объём инвестиций оценивается в 19,5 млрд руб.
В 2015 году Группа «Черкизово» начала масштабный инвестиционный проект стоимостью 19 млрд рублей в свиноводстве. Реализация проекта по созданию Липецко-Воронежского кластера свиноводства мощностью около 140 тыс. тонн позволит Компании увеличить производство свинины к 2022 году на 70 %.
В рамках этого проекта, по состоянию на октябрь 2017 года, введены в эксплуатацию семь откормочных свиноводческих ферм, на 40 тысяч свиней в год каждая, и репродуктор на 11 тысяч свиноматок, производительностью 350 тысяч поросят в год, общей стоимостью 6 млрд рублей.
До конца 2017 года был запланирован ввод в эксплуатацию ещё трех откормочных свиноводческих ферм, а в 2018 году — шести.
В 2017 году группа «Черкизово» модернизировала свои телеком-системы, реализовав внутренний ИТ-проект по созданию систем телефонии и видеоконференцсвязи. Проект длился около 3 лет, реорганизация стоила около 600 000 долларов и позволила сократить расходы с 28,9 до 17 млн рублей.
В 2015—2016 годах компания реализовала проект по производству инкубационного яйца в Липецкой области, производительностью 60 млн инкубационного яйца в год.
20 марта 2019 компания «Черкизово», в составе национальной мясной ассоциации, предложила вице-премьеру Алексею Гордееву ввести запрет на ввоз частными лицами из-за рубежа мясной и молочной продукции для личного пользования, усилить контроль за багажом и ручной кладью на границе и повысить ответственность за незаконный ввоз продукции животного происхождения.
В конце 2021 группа компаний провела дополнительную эмиссию и размещение акций, доли основных владельцев были сокращены (у Сергея Михайлова с 28,13% до 27,35%, у  Евгения Михайлова — с 28,13% до 27,35%, у Лидии Михайловой — с 15,46% до 15,03%, у Людмилы Михайловой — с 0,42% до 0,41%, у АПК «Михайловский» — с 6,63% до 2,78%). Появились новые владельцы — член совета директоров Эмин Маммадов, директор ТД «Черкизово» Олег Заков, а также ООО «Вишневые сады» (0,3%). А новые акции были переданы испанской Grupo Fuertes в обмен на долю в совместном предприятии «Тамбовская индейка» (50%).
По итогам 2022 года группа «Черкизово» стала крупнейшим в Липецкой области производителем мяса бройлеров, выпустив 120,9 тыс. т в живом весе (60,3% от всего объема мяса птицы в регионе). А в 2023 году ГК «Черкизово» открыла в Липецкой области комплекс по выращиванию бройлеров. Благодаря его мощностям в 2024 году группа компаний нарастит объем производства мяса в регионе еще примерно на 10%.
Компании принадлежат такие бренды, как «Черкизово», «Мясная Губерния», «Империя вкуса», «Петелинка», «Куриное царство», «Васильевский бройлер» и другие.

### Показатели деятельности
Выручка компании по US GAAP в 2013 году составила $1,65 млрд, чистая прибыль — $64,5 млн. Выручка по US GAAP в 2012 году составила $1,581 млрд, EBITDA — $314,6 млн, чистая прибыль — $225,2 млн.
Объём реализации (2016 г.): мясо птицы — 500 321 т, свинина в живом весе — 184 766 т, продукция мясопереработки — 218 085 т, зерновых — 338 808 т.
Выручка компании в 2021 году — 158 млрд рублей (на 22,6% больше, чем в 2020 году). Чистая прибыль — 16,9 млрд рублей (на 11,3% больше), скорректированная EBITDA — 29,3 млрд рублей (на 10,2 % больше). В 2022 году выручка выросла на 15% — до 184,3 млрд рублей. Чистая прибыль группы снизилась до 14,6 млрд рублей с 16,9 млрд рублей в 2021 году, валовая прибыль увеличилась до 42,1 млрд рублей с 40,4 млрд рублей, скорректированная EBITDA – до 30,165 млрд рублей и 29,275 млрд рублей соответственно.

### Кредитные рейтинги
Рейтинговое агентство АКРА в 2020 году присвоило  ПАО «Группа Черкизово» рейтинговую оценку A+(RU) со стабильным прогнозом. Рейтинг ежегодно подтверждался, в 2023 году был повышен до AA-(RU), в 2024 - до AA(RU) (подтверждён в 2025).
Рейтинговое агентство «Эксперт РА» в 2016 году присвоило компании рейтинговую оценку A++ со стабильным прогнозом, в 2017 году рейтинг был подтверждён, а затем отозван. В 2019 рейтинговая оценка вновь была присвоена на уровне ruA, в 2021 рейтинг был повышен до ruA+, в 2023 до ruAA-, а в 2024 - до ruAA (подтверждён в 2025 году).